# 瓦卢耶茨农村居民点
瓦卢耶茨农村居民点（俄语：Валуецкое сельское поселение）是俄罗斯联邦布良斯克州波切普区所属的一个农村居民点。其下辖有8个居民点，行政中心为瓦卢耶茨。据2015年统计，该农村居民点的人口为858人。